# Malthinus bulgaricus
Malthinus bulgaricus es una especie de coleóptero de la familia Cantharidae.

## Distribución geográfica
Habita en Bulgaria.